# Carlos de Egmond

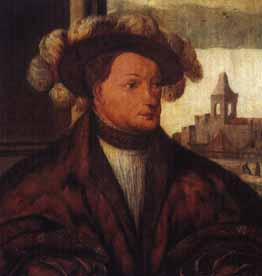
Carlos de Egmond.

Carlos de Egmond (9 de noviembre de 1467 - 30 de junio de 1538) fue Duque de Güeldres y conde de Zutphen desde 1492 hasta su muerte. Era el hijo de Adolfo de Egmond y Catalina de Borbón, y fue uno de los principales protagonistas de la Rebelión de los Frisones y de las Guerras Guelderianas.

## Vida
Carlos nació en Grave y se crio en la corte Borgoñesa de Carlos I de Valois, que había comprado el Ducado de Güeldres a Adolfo de Egmond en 1473. Luchó en varias batallas contra los ejércitos de Carlos VIII de Francia, hasta que fue capturado en la batalla de Béthune en 1487.
En 1492, las ciudades de Güeldres, desencantadas con el gobierno imperialista de Maximiliano I de Habsburgo, que había conseguido las tierras borgoñesas gracias a su matrimonio con la Duquesa María de Borgoña, fueron de nuevo adquiridas por Carlos que fue reconocido como su Duque.
A pesar de que Carlos contaba con el apoyo del Rey de Francia, en 1505 Güeldres pasó de nuevo a manos de los Habsburgo, al hijo de Maximiliano, Felipe I de Castilla. Carlos debía de acompañar a Felipe a España para asistir a su coronación como Rey de Castilla, pero en Amberes logró escapar. Poco después, Felipe murió en España y en julio de 1513 Carlos recuperó de nuevo el control sobre Güeldres.
En 1519 Carlos se casó con la joven Elisabeth de Brunswick. El matrimonio no tuvo hijos, aunque Carlos engendró varios ilegítimos.
En su conflicto con los Habsburgo, Carlos se convirtió en uno de los principales promotores de la Rebelión de los Frisones, apoyando con dinero al líder de la rebelión Pier Gerlofs Donia. Cuando la revuelta comenzó a ser sofocada, Carlos dejó de apoyarla y cambió de bando junto a su comandante Maarten van Rossum.
En el Tratado de Gorinchem en 1528, el Emperador Carlos I de España, hijo de Felipe el Hermoso, propuso que se reconociera a Carlos de Egmond como Duque de Güeldres con la condición de que heredaría el Ducado si Carlos no tuviera descendencia. El Duque, que en el momento del acuerdo no tenía hijos, rehusó firmar el tratado. Después de otra batalla, la condición fue retirada. En 1536 se firmó por fin la paz entre Güeldres y el emperador. Egmond se vio obligado a ceder Groninga y Drente a los Países Bajos de los Habsburgo.
Carlos murió en Arnhem, y fue enterrado en la Iglesia de San Eusebio. Legó el ducado a Guillermo de Jülich-Cléveris-Berg, que solo pudo mantenerlo hasta 1543, cuando hubo de cederlo al emperador Carlos.

## Familia
Su única hermana legítima, su melliza la Duquesa Felipa de Güeldres (1467-1547) le sobrevivió y murió durante el reinado de su bisnieto el duque Carlos III de Lorena (1543-1608).